# Ulrich Noethen
Ulrich Noethen, właściwie Ulrich Schmidt (ur. 18 listopada 1959 w Monachium) – niemiecki aktor teatralny i filmowy.

## Życiorys
Od 1985 roku pracował w Teatrze Miejskim we Freiburgu. Następne przeniósł się do Teatru w Kolonii i w Berlinie. W 1995 pojawił się po raz pierwszy w filmie. Laureat Niemieckiej Nagrody Filmowej, Nagrody Telewizji Bawarskiej i Nagrody Adolfa Grimme.

## Filmografia
- 2004: Upadek jako Heinrich Himmler
- 2004: Bibi Blocksberg i tajemnica niebieskiej sowy jako Bernhard Blocksberg
- 2007: Adolf H. – Ja wam pokażę jako Heinrich Himmler
- 2010: Henryk IV. Król Nawarry jako Karl IX
- 2011: Popękana skorupa jako Kaspar Friedmann
- 2012: Oh, Boy! jako Walter Fischer
- 2012: Hannah Arendt jako Hans Jonas
- 2012: Wieloskórka jako król Tobald